# USS Radford (DD-120)
USS Radford (DD–120) là một tàu khu trục thuộc lớp Wickes của Hải quân Hoa Kỳ trong giai đoạn Chiến tranh Thế giới thứ nhất, sau được cải biến thành tàu kéo mục tiêu AG-22. Nó là chiếc tàu chiến đầu tiên của Hải quân Hoa Kỳ được đặt tên theo Chuẩn đô đốc William Radford (1809–1890).

## Thiết kế và chế tạo
Radford được đặt lườn vào ngày 2 tháng 10 năm 1917 tại xưởng tàu của hãng Newport News Shipbuilding & Drydock Company ở Newport News, Virginia. Nó được hạ thủy vào ngày 5 tháng 4 năm 1918, được đỡ đầu bởi cô Mary Lovell Radford, và được đưa ra hoạt động vào ngày 30 tháng 9 năm 1918 tại Xưởng hải quân Norfolk dưới quyền chỉ huy của Hạm trưởng, Thiếu tá Hải quân Arthur S. Carpender.

## Lịch sử hoạt động
Được phân về Lực lượng Khu trục trực thuộc Hạm đội Đại Tây Dương, Radford rời Norfolk vào ngày 12 tháng 10 cho chuyến đi chạy thử máy đến Melville, Rhode Island. Nó quay trở về Hampton Roads vào ngày 21 tháng 10 để gia nhập lực lượng hộ tống tại Newport News cho Đoàn tàu vận tải chuyển quân 76 đi New York rồi hướng sang vùng biển Châu Âu.
Sau đó Radford hoạt động dọc theo bờ Đông Hoa Kỳ cho đến năm 1919, di chuyển về phía Nam đến Cuba vào ngày 14 tháng 1 năm 1919. Đang khi đặt căn cứ tại vịnh Guantanamo, nó cũng đi đến vịnh Guacanayabo và Santiago, Cuba trước khi quay trở lên phía Bắc vào ngày 13 tháng 3. Radford hoạt động từ Hampton Roads cùng với Hạm đội Đại Tây Dương từ tháng 3 đến tháng 7 năm 1919.
Radford được phân về Hạm đội Thái Bình Dương vào tháng 7 năm 1919 và đã rời Hampton Roads vào ngày 19 tháng 7 đi Balboa, Panama để sang San Diego, California. Đến nơi vào ngày 7 tháng 8, nó gia nhập Lực lượng Khu trục trực thuộc Hạm đội Thái Bình Dương. Radford hoạt động từ Xưởng hải quân Mare Island, San Diego và San Pedro cho đến năm 1922, tham gia các hoạt động thực tập huấn luyện và cơ động hải đội như một đơn vị của Đội 12, Hải đội 10 thuộc Chi hạm đội Khu trục 4. Nó ghé qua Seattle, Tacoma và Bellingham, Washington vào tháng 9 năm 1919, và đến Portland, Oregon vào tháng 12 năm 1920. Được mang ký hiệu lườn DD-120 từ tháng 7 năm 1920, Radford được cho xuất biên chế vào ngày 9 tháng 6 năm 1922, và nằm trong lực lượng dự bị tại San Diego trong gần 15 năm.
Radford được xếp lớp lại với ký hiệu lườn AG-22 vào ngày 16 tháng 4 năm 1932 sau khi có quyết định chuyển nó thành một tàu mục tiêu di động. Tuy nhiên, việc cải biến không bao giờ được thực hiện, và Radford quay trở lại ký hiệu lườn DD-120 vào ngày 27 tháng 6. Tên nó được rút khỏi danh sách Đăng bạ Hải quân vào ngày 19 tháng 5 năm 1936, và Radford bị đánh chìm vào ngày 5 tháng 8 năm đó nhằm tuân thủ các điều khoản của Hiệp ước Hải quân London nhằm giới hạn và cắt giảm việc vũ trang hải quân.